# Zale procumbens
Zale procumbens är en fjärilsart som beskrevs av Walker 1865. Zale procumbens ingår i släktet Zale och familjen nattflyn. Inga underarter finns listade i Catalogue of Life.